# Agathiphaga
Agathiphaga là một chi bướm đêm duy nhất trong họ Agathiphagidae. Đây là một giống giống như caddis fly của các loài bướm đêm nguyên thủy được Lionel Jack Dumbleton ghi nhận đầu tiên năm 1952, là một chi mới của Micropterigidae.
Sâu chỉ ăn cây "kauri" (Agathis, Araucariaceae) và hiện được xem là một giống bướm nguyên thủy thứ 2 còn tồn tại sau Micropterigoidea. Ấu trùng được ghi nhận có thể sống 12 năm ở dạng đình dục,.
chi này có 2 loài, Agathiphaga queenslandensis được tìm thấy ở bờ biển đông nam của Queensland, Úc, và ấu trùng của nó ăn Agathis robusta. Agathiphaga vitiensis được tìm thấy từ Fiji đến Vanuatu và quần đảo Solomon, ấu trùng của nó ăn Agathis vitiensis.